# Bloomingdale (Nueva Jersey)
Bloomingdale es un borough ubicado en el condado de Passaic en el estado estadounidense de Nueva Jersey. En el año 2010 tenía una población de 7,656 habitantes y una densidad poblacional de 320 personas por km².

## Geografía
Bloomingdale se encuentra ubicado en las coordenadas 41°01′36″N 74°20′03″O / 41.02667, -74.33417.

## Demografía
Según la Oficina del Censo en 2000 los ingresos medios por hogar en la localidad eran de $67,885 y los ingresos medios por familia eran $75,433. Los hombres tenían unos ingresos medios de $46,351 frente a los $36,607 para las mujeres. La renta per cápita para la localidad era de $27,736. Alrededor del 2% de la población estaba por debajo del umbral de pobreza.